# Comuna Petro-Mîhailivka, Vilneansk
Petro-Mîhailivka (în ucraineană Петро-Михайлівка) este o comună în raionul Vilneansk, regiunea Zaporijjea, Ucraina, formată din satele Hrușivka, Kruhlîk, Petro-Mîhailivka (reședința) și Uleanivka.

## Demografie
Componența lingvistică a comunei Petro-Mîhailivka
     Ucraineană (85,29%)
     Rusă (14,2%)
     Alte limbi (0,3%)
Conform recensământului din 2001, majoritatea populației comunei Petro-Mîhailivka era vorbitoare de ucraineană (85,29%), existând în minoritate și vorbitori de rusă (14,2%).